# Clair de lune (maison d'édition)
Pour les articles homonymes, voir Clair de lune (homonymie).
Éditions Clair de lune est une maison d'édition française spécialisée dans la bande dessinée, fondée en avril 1999.
Tout d'abord spécialisée en épopées fantastiques et science fiction, la politique éditoriale s'est élargie à l'humour, au fantastique, au thriller, puis à partir de 2009 aux manhwas (BD coréennes) et aux fumetti (BD italiennes) et en 2011 aux mangas (BD japonaises).
Depuis 2008, les éditions Clair de Lune publient environ 100 titres par an, tous genres confondus et réalise un chiffre d'affaires de plus de 2 millions d'euros. Elle se classe au dixième rang du classement des plus gros groupes d'édition qui publient de la BD en France.[réf. souhaitée]

## Séries publiées

### Donjon de Naheulbeuk
- Le Donjon de Naheulbeuk
- Les Arcanes de Naheulbeuk
- Les Sbires du Donjon de Naheulbeuk
- La Tour de Kyla
- La Malédiction de Tirlouit

### Autres séries
- Mako - Opération crêpes (dessins d'Olivier Tichit, sur un scénario de Benjamin Gérard).
- Wooly - La guerre des voisins (dessins d'Olivier Tichit, sur un scénario de Benjamin Gérard).
- Les Fabuleuses aventures d'Éléa  chouquette (dessins de Tom, sur un scénario de Benjamin Gérard).
- Filou - la chasse au Tchouk Tchouk (dessins d'Olivier Tichit, sur un scénario de Benjamin Gérard).
- Mewan - Le domaine d’Olwé (dessins de Samuel Buquet , sur un scénario de Benjamin Gérard).
- Ma mère et moi (BD, Romans) de Marc et Isabel Cantin & Isabelle Maroger/Thierry Nouveau/Anaïs Eustache).
- Léo et Lola (BD, Romans, Romans Graphiques) de Marc et Isabel Cantin & Thierry Nouveau).
- Atlantide - Terre engloutie (dessins de Luisa Russo, sur un scénario de Marco Sonseri).
- Les Aventuriers du NHL2987 Survivaure
- Dread Mac Farlane[3]
- Les Fleurs du Cardinal
- Les Nains de Martelfer[4]
- Reflets d'Acide
- Marine (réédition)

### Mangas
- Le Dragon qui rêvait de crépuscule par Akira Himekawa
- Non Non Biyori
- Les enfants qui poursuivent les étoiles (dessins de Tomoko Mitani sur un scénario de Makoto Shinkai, adapté du film d'animation Voyage vers Agartha de Makoto Shinkai)[5]